# Port Washington (Nueva York)
Port Washington es un lugar designado por el censo (o aldea) ubicado en el condado de Nassau en el estado estadounidense de Nueva York. En el año 2000 tenía una población de 15,215 habitantes y una densidad poblacional de 1,395.2 personas por km². Port Washington se encuentra dentro del pueblo de North Hempstead.

## Geografía
Port Washington se encuentra ubicada en las coordenadas 40°44′4″N 73°41′17″O / 40.73444, -73.68806. Según la Oficina del Censo, la ciudad tiene un área total de 14,6 km² (5,6 mi²), de la cual 10,9 km² (4,2 mi²) es tierra y 3,7 km² (1,4 mi²) (25.22%) es agua.

## Demografía
Según la Oficina del Censo en 2000 los ingresos medios por hogar en la localidad eran de $85,837, y los ingresos medios por familia eran $102,646. Los hombres tenían unos ingresos medios de $71,024 frente a los $49,299 para las mujeres. La renta per cápita para la localidad era de $43,815. Alrededor del 4.7% de la población estaban por debajo del umbral de pobreza.